# Damn the Torpedoes
Damn the Torpedoes är det tredje musikalbumet av Tom Petty & The Heartbreakers. Det släpptes den 19 oktober 1979. Titeln åsyftar ett berömt citat av amiral David Farragut.
Albumet innebar gruppens stora genombrott och nådde andraplatsen på Billboards albumlista. "Don't Do Me Like That" och "Refugee" blev de största hitarna.

## Kuriosa
2010 gjordes en dokumentär om inspelningen av albumet i serien Classic Albums.

## Låtlista
Samtliga låtar är skrivna av Tom Petty, om annat inte anges.

### Sida 1
1. "Refugee" (Mike Campbell/Tom Petty) - 3:22
2. "Here Comes My Girl" (Mike Campbell/Tom Petty) - 4:26
3. "Even the Losers" - 4:00
4. "Shadow of a Doubt (A Complex Kid)" - 4:25
5. "Century City" - 3:45

### Sida 2
1. "Don't Do Me Like That" - 2:44
2. "You Tell Me" - 4:34
3. "What Are You Doin' in My Life?" - 3:26
4. "Louisiana Rain" - 5:53

## Medverkande
- Tom Petty - gitarr, sång, munspel
- Mike Campbell - gitarr, keyboard, dragspel, basgitarr
- Benmont Tench - keyboard, orgel, harmonium och sång
- Ron Blair - elbas
- Stan Lynch - trummor och sång
- Donald "Duck" Dunn - bas på You Tell Me